# Cheng Wen-Hsing
Cheng Wen-Hsing (født 24. februar 1982) er en taiwansk badmintonspiller. Hun repræsenterede Kinesiske Taipei under Sommer-OL 2008 i Beijing, Kina, hvor hun blev slået ud i første runde.